# Antifašistická akce ve Švédsku
Antifašistická akce ve Švédsku byla založena v září roku 1993, kvůli rostoucímu rasismu ve Švédsku a nárůstu střetů mezi antifašisty a fašisty. Od roku 2006, je vedeno 17 antifašistických skupin na internetových stránkách AFA (antifašistické akce). K tomu mají podpůrné skupiny a na internetu založené skupiny dokugrupp, které monitorují a zaznamenávají aktivity fašistů. Antifašistická akce ve Švédsku spolupracuje s ostatními sítěmi antifašistických akcí po celé Evropě.